# Llista de topònims de Porqueres
Llista de topònims (noms propis de lloc) del municipi de Porqueres, al Pla de l'Estany
Informació actualitzada per un bot. Els canvis manuals es perdran quan s'actualitzi!

## bosc
| imatge | Nom                   | Ubicat a  | instància de | Detalls | coordenades                                                   | Protecció | Commons (més fotos) | Dades a WD                    |
| ------ | --------------------- | --------- | ------------ | ------- | ------------------------------------------------------------- | --------- | ------------------- | ----------------------------- |
|        | bosc de Can Ginebreda | Porqueres | bosc         |         | 42° 07′ 45″ N, 2° 43′ 30″ E / 42.129137°N,2.725023°E          |           |                     | Modifica les dades a Wikidata |
|        | les Estunes           | Porqueres | bosc         |         | 42° 06′ 43″ N, 2° 44′ 46″ E / 42.111849°N,2.746022°E 185 msnm |           | Les Estunes         | Modifica les dades a Wikidata |

## edifici
| imatge | Nom                          | Ubicat a  | instància de | Detalls                     | coordenades                                       | Protecció                                  | Commons (més fotos)          | Dades a WD                    |
| ------ | ---------------------------- | --------- | ------------ | --------------------------- | ------------------------------------------------- | ------------------------------------------ | ---------------------------- | ----------------------------- |
|        | Baixador de Mata             | Porqueres | edifici      | Estil: noucentisme          | 42° 06′ 18″ N, 2° 47′ 03″ E / 42.1051°N,2.78408°E | bé integrant del patrimoni cultural català | Baixador de Mata (Porqueres) | Modifica les dades a Wikidata |
|        | Forn de ciment de Vinyaplana | Porqueres | edifici      | Estil: arquitectura popular |                                                   | bé integrant del patrimoni cultural català |                              | Modifica les dades a Wikidata |

## entitat singular de població
| imatge | Nom          | Ubicat a  | instància de                                                                   | Detalls  | coordenades                                                                     | Protecció | Commons (més fotos) | Dades a WD                    |
| ------ | ------------ | --------- | ------------------------------------------------------------------------------ | -------- | ------------------------------------------------------------------------------- | --------- | ------------------- | ----------------------------- |
|        | Mata         | Porqueres | entitat singular de població ens local històric de Catalunya capital municipal | 2363 hab | 42° 06′ 26″ N, 2° 47′ 01″ E / 42.10725°N,2.7837°E 130 msnm                      |           | Mata (Porqueres)    | Modifica les dades a Wikidata |
|        | Miànigues    | Porqueres | entitat singular de població ens local històric de Catalunya                   | 715 hab  | 42° 06′ 16″ N, 2° 45′ 21″ E / 42.104415933514°N,2.7557744751618°E 197 msnm      |           |                     | Modifica les dades a Wikidata |
|        | Porqueres    | Porqueres | entitat singular de població ens local històric de Catalunya                   | 291 hab  | 42° 07′ 20″ N, 2° 44′ 53″ E / 42.122229°N,2.74815°E 180 msnm                    |           |                     | Modifica les dades a Wikidata |
|        | Pujarnol     | Porqueres | entitat singular de població ens local històric de Catalunya                   | 151 hab  | 42° 06′ 06″ N, 2° 42′ 29″ E / 42.1016713562192°N,2.70809944656586°E 399 msnm    |           | Pujarnol            | Modifica les dades a Wikidata |
|        | Usall        | Porqueres | entitat singular de població ens local històric de Catalunya                   | 92 hab   | 42° 09′ 04″ N, 2° 45′ 33″ E / 42.1511450929277°N,2.75906960711886°E 225 msnm    |           |                     | Modifica les dades a Wikidata |
|        | les Pedreres | Porqueres | entitat singular de població                                                   | 1170 hab | 42° 06′ 14″ N, 2° 46′ 27″ E / 42.103771981504345°N,2.774191243206558°E 143 msnm |           |                     | Modifica les dades a Wikidata |

## església
| imatge | Nom                                   | Ubicat a  | instància de              | Detalls                                                | coordenades                                                                               | Protecció                                            | Commons (més fotos)                   | Dades a WD                    |
| ------ | ------------------------------------- | --------- | ------------------------- | ------------------------------------------------------ | ----------------------------------------------------------------------------------------- | ---------------------------------------------------- | ------------------------------------- | ----------------------------- |
|        | Sant Andreu de Mata                   | Porqueres | església                  | Estil: arquitectura romànica 13rd century              | 42° 06′ 26″ N, 2° 47′ 01″ E / 42.10725°N,2.7837°E ca:Pl. de l'Església, 7, Mata 128 msnm  | bé integrant del patrimoni cultural català           | Sant Andreu de Mata                   | Modifica les dades a Wikidata |
|        | Sant Bartomeu de Matamala             | Porqueres | església                  | Estil: arquitectura romànica 11st century              | 42° 07′ 15″ N, 2° 42′ 58″ E / 42.1207°N,2.71622°E 392 msnm                                | bé integrant del patrimoni cultural català           | Sant Bartomeu de Matamala             | Modifica les dades a Wikidata |
|        | Sant Cebrià de Pujarnol               | Porqueres | església                  | Estil: arquitectura romànica                           | 42° 06′ 07″ N, 2° 42′ 30″ E / 42.102°N,2.7083°E ca:Pl. de l'Església de Pujarnol 422 msnm | bé integrant del patrimoni cultural català           | Sant Cebrià de Pujarnol               | Modifica les dades a Wikidata |
|        | Sant Cristòfol d'Usall                | Porqueres | església                  | Estil: arquitectura romànica                           | 42° 08′ 55″ N, 2° 45′ 26″ E / 42.14867°N,2.75717°E                                        | bé integrant del patrimoni cultural català           | Sant Cristòfol d'Usall                | Modifica les dades a Wikidata |
|        | Sant Joan de les Pedreres             | Porqueres | església                  | 1977                                                   | 42° 06′ 13″ N, 2° 46′ 18″ E / 42.1036529238726°N,2.77174297153877°E                       |                                                      | Sant Joan de les Pedreres             | Modifica les dades a Wikidata |
|        | Sant Maurici de Calç                  | Porqueres | església edifici històric | Estil: arquitectura romànica                           | 42° 05′ 59″ N, 2° 43′ 39″ E / 42.09973°N,2.72753°E                                        | bé integrant del patrimoni cultural català           | Sant Maurici de Calç                  | Modifica les dades a Wikidata |
|        | Sant Quirze i Santa Julita de Merlant | Porqueres | església                  | Estil: arquitectura romànica                           | 42° 08′ 55″ N, 2° 42′ 34″ E / 42.1486°N,2.70948°E 300 msnm                                | bé integrant del patrimoni cultural català           | Sant Quirze i Santa Julita de Merlant | Modifica les dades a Wikidata |
|        | Sant Romà de Miànigues                | Porqueres | església                  |                                                        | 42° 06′ 22″ N, 2° 45′ 24″ E / 42.10614°N,2.75678°E                                        | bé integrant del patrimoni cultural català           | Sant Romà de Miànigues                | Modifica les dades a Wikidata |
|        | Santa Maria de Porqueres              | Porqueres | església                  | Estil: arquitectura romànica Anomenat per: Verge Maria | 42° 07′ 19″ N, 2° 44′ 55″ E / 42.121831°N,2.748545°E                                      | bé d'interès cultural bé cultural d'interès nacional | Santa Maria de Porqueres              | Modifica les dades a Wikidata |
|        | ermita de Sant Patllari               | Porqueres | església                  | Estil: arquitectura romànica                           | 42° 06′ 43″ N, 2° 42′ 42″ E / 42.11203°N,2.71161°E                                        | bé integrant del patrimoni cultural català           | Ermita de Sant Patllari               | Modifica les dades a Wikidata |

## jaciment arqueològic
| imatge | Nom                                     | Ubicat a           | instància de                   | Detalls | coordenades                                                            | Protecció                                  | Commons (més fotos) | Dades a WD                    |
| ------ | --------------------------------------- | ------------------ | ------------------------------ | ------- | ---------------------------------------------------------------------- | ------------------------------------------ | ------------------- | ----------------------------- |
|        | Llac 1                                  | Banyoles Porqueres | jaciment arqueològic           |         | 42° 08′ 21″ N, 2° 45′ 12″ E / 42.1392222222°N,2.75338888889°E 185 msnm | bé integrant del patrimoni cultural català |                     | Modifica les dades a Wikidata |
|        | jaciment arqueològic del Clot d'Espolla | Porqueres          | jaciment arqueològic           |         | 42° 09′ 06″ N, 2° 45′ 57″ E / 42.1515833333°N,2.76577777778°E 221 msnm |                                            |                     | Modifica les dades a Wikidata |
|        | jaciment de Mas Castell de Porqueres    | Porqueres          | jaciment arqueològic despoblat |         | 42° 07′ 21″ N, 2° 44′ 52″ E / 42.1223634213761°N,2.74785502503584°E    |                                            |                     | Modifica les dades a Wikidata |

## llac
| imatge | Nom                | Ubicat a           | instància de                                                                                | Detalls                                                                                              | coordenades                                                                | Protecció                          | Commons (més fotos) | Dades a WD                    |
| ------ | ------------------ | ------------------ | ------------------------------------------------------------------------------------------- | --- | -------------------------------------------------------------------------- | ---------------------------------- | ------------------- | ----------------------------- |
|        | estany de Banyoles | Banyoles Porqueres | llac àrea protegida Pla d'Espais d'Interès Natural Ús: rem piragüisme passeig banys públics | Llarg: 2.1km Ample: 0.75km Perímetre: 9.125km Superfície: 113.7ha Profunditat: 47m Volum: 16120000m³ | 42° 07′ 31″ N, 2° 45′ 19″ E / 42.125277777778°N,2.7552777777778°E 172 msnm | Espai Ramsar bé d'interès cultural | Estany de Banyoles  | Modifica les dades a Wikidata |
|        | estanyol Nou       | Porqueres          | llac                                                                                        | | 42° 07′ 37″ N, 2° 45′ 09″ E / 42.127033°N,2.752493°E                       |                                    |                     | Modifica les dades a Wikidata |
|        | estanyol d'en Sisó | Porqueres          | llac                                                                                        | | 42° 07′ 39″ N, 2° 45′ 10″ E / 42.127529°N,2.752793°E                       |                                    | Estanyol d'en Sisó  | Modifica les dades a Wikidata |

## masia
| imatge | Nom                  | Ubicat a  | instància de     | Detalls                                                 | coordenades                                                                                  | Protecció                                            | Commons (més fotos)      | Dades a WD                    |
| ------ | -------------------- | --------- | ---------------- | ------------------------------------------------------- | -------------------------------------------------------------------------------------------- | ---------------------------------------------------- | ------------------------ | ----------------------------- |
|        | Ca l'Estanyol        | Porqueres | masia            |                                                         | 42° 08′ 27″ N, 2° 44′ 01″ E / 42.1409022564117°N,2.73348967935943°E                          |                                                      |                          | Modifica les dades a Wikidata |
|        | Ca l'Estrada         | Porqueres | masia            | Estil: arquitectura popular                             | 42° 09′ 06″ N, 2° 42′ 42″ E / 42.15172°N,2.71178°E                                           | bé integrant del patrimoni cultural català           |                          | Modifica les dades a Wikidata |
|        | Ca l'Hilari          | Porqueres | masia            |                                                         | 42° 07′ 33″ N, 2° 44′ 21″ E / 42.125784304497°N,2.73909419559397°E                           |                                                      |                          | Modifica les dades a Wikidata |
|        | Ca l'Homenot         | Porqueres | masia            |                                                         | 42° 06′ 38″ N, 2° 47′ 42″ E / 42.1104967996225°N,2.79503886036646°E                          |                                                      |                          | Modifica les dades a Wikidata |
|        | Ca l'Ordis           | Porqueres | masia            | Estil: arquitectura popular                             | 42° 08′ 28″ N, 2° 45′ 00″ E / 42.14108°N,2.75001°E ca:Ctra. Comarcal Girona Ripoll           | bé integrant del patrimoni cultural català           |                          | Modifica les dades a Wikidata |
|        | Ca la Manuela        | Porqueres | masia            |                                                         | 42° 08′ 30″ N, 2° 45′ 12″ E / 42.1415587843094°N,2.75320038545309°E                          |                                                      |                          | Modifica les dades a Wikidata |
|        | Cal Ferrer           | Porqueres | masia            |                                                         | 42° 08′ 15″ N, 2° 44′ 39″ E / 42.137387079711°N,2.74418940430989°E                           |                                                      |                          | Modifica les dades a Wikidata |
|        | Cal Forcaire         | Porqueres | masia            |                                                         | 42° 07′ 11″ N, 2° 44′ 22″ E / 42.1198229873518°N,2.7395178670455°E                           |                                                      |                          | Modifica les dades a Wikidata |
|        | Cal Geldeus          | Porqueres | masia            |                                                         | 42° 05′ 55″ N, 2° 42′ 59″ E / 42.0984766361366°N,2.71631340533785°E                          |                                                      |                          | Modifica les dades a Wikidata |
|        | Cal Germà            | Porqueres | masia            |                                                         | 42° 07′ 07″ N, 2° 44′ 29″ E / 42.1185035075887°N,2.74149511173894°E                          |                                                      |                          | Modifica les dades a Wikidata |
|        | Cal Rajoler          | Porqueres | masia            |                                                         | 42° 05′ 42″ N, 2° 42′ 51″ E / 42.0950127152323°N,2.71412796873851°E                          |                                                      |                          | Modifica les dades a Wikidata |
|        | Cal Ramon del Quintà | Porqueres | masia            |                                                         | 42° 08′ 40″ N, 2° 44′ 44″ E / 42.1444153467634°N,2.74564967340612°E                          |                                                      |                          | Modifica les dades a Wikidata |
|        | Cal Sastre           | Porqueres | masia            |                                                         | 42° 08′ 40″ N, 2° 44′ 29″ E / 42.1445586320946°N,2.74125602220929°E                          |                                                      |                          | Modifica les dades a Wikidata |
|        | Can Bac              | Porqueres | masia            |                                                         | 42° 08′ 46″ N, 2° 45′ 17″ E / 42.1461282777073°N,2.75470754591249°E                          |                                                      |                          | Modifica les dades a Wikidata |
|        | Can Bescaula         | Porqueres | masia            |                                                         | 42° 08′ 32″ N, 2° 44′ 00″ E / 42.1422348865037°N,2.7333509721458°E                           |                                                      |                          | Modifica les dades a Wikidata |
|        | Can Brugada          | Porqueres | masia            |                                                         | 42° 07′ 04″ N, 2° 44′ 08″ E / 42.1177241791609°N,2.73544976173861°E                          |                                                      |                          | Modifica les dades a Wikidata |
|        | Can Camil            | Porqueres | masia            |                                                         | 42° 07′ 39″ N, 2° 44′ 06″ E / 42.1276303298271°N,2.73503348292042°E                          |                                                      |                          | Modifica les dades a Wikidata |
|        | Can Campolier        | Porqueres | masia            | Estil: arquitectura popular                             | 42° 06′ 18″ N, 2° 45′ 18″ E / 42.10494°N,2.75504°E                                           | bé integrant del patrimoni cultural català           |                          | Modifica les dades a Wikidata |
|        | Can Camós            | Porqueres | masia            |                                                         | 42° 06′ 31″ N, 2° 43′ 05″ E / 42.1086490293654°N,2.71796139747904°E                          |                                                      |                          | Modifica les dades a Wikidata |
|        | Can Capellà Bou      | Porqueres | masia            |                                                         | 42° 07′ 25″ N, 2° 43′ 55″ E / 42.1236692257871°N,2.73190446514719°E                          |                                                      |                          | Modifica les dades a Wikidata |
|        | Can Carreres         | Porqueres | masia            | Estil: arquitectura popular                             | 42° 08′ 45″ N, 2° 45′ 22″ E / 42.145833333333336°N,2.756111111111111°E                       | bé integrant del patrimoni cultural català           |                          | Modifica les dades a Wikidata |
|        | Can Casadevall       | Porqueres | masia            | Estil: arquitectura popular                             | 42° 06′ 23″ N, 2° 45′ 25″ E / 42.10637°N,2.75692°E                                           | bé integrant del patrimoni cultural català           |                          | Modifica les dades a Wikidata |
|        | Can Cassot           | Porqueres | masia            |                                                         | 42° 08′ 11″ N, 2° 43′ 59″ E / 42.1365241006304°N,2.73304821371573°E                          |                                                      |                          | Modifica les dades a Wikidata |
|        | Can Castellar        | Porqueres | masia            |                                                         | 42° 08′ 21″ N, 2° 44′ 01″ E / 42.1391915557143°N,2.73371467295785°E                          |                                                      |                          | Modifica les dades a Wikidata |
|        | Can Cisó             | Porqueres | masia            |                                                         | 42° 07′ 41″ N, 2° 45′ 10″ E / 42.1280933211687°N,2.75281709509331°E                          |                                                      | Can Cisó                 | Modifica les dades a Wikidata |
|        | Can Closes           | Porqueres | masia            |                                                         | 42° 06′ 02″ N, 2° 43′ 59″ E / 42.1006420796828°N,2.73294480259426°E                          |                                                      |                          | Modifica les dades a Wikidata |
|        | Can Coll             | Porqueres | masia            |                                                         | 42° 05′ 39″ N, 2° 41′ 56″ E / 42.0941181082397°N,2.69888328775611°E                          |                                                      |                          | Modifica les dades a Wikidata |
|        | Can Cotna d'Usall    | Porqueres | masia            |                                                         | 42° 08′ 30″ N, 2° 45′ 22″ E / 42.1417093022979°N,2.75620099792693°E                          |                                                      |                          | Modifica les dades a Wikidata |
|        | Can Davall           | Porqueres | masia            | Estil: arquitectura popular                             | 42° 09′ 05″ N, 2° 45′ 35″ E / 42.15133°N,2.75976°E                                           | bé integrant del patrimoni cultural català           |                          | Modifica les dades a Wikidata |
|        | Can Fages            | Porqueres | masia            | Estil: arquitectura popular                             | 42° 09′ 00″ N, 2° 45′ 01″ E / 42.15013°N,2.75028°E                                           | bé integrant del patrimoni cultural català           |                          | Modifica les dades a Wikidata |
|        | Can Felet            | Porqueres | masia            |                                                         | 42° 08′ 18″ N, 2° 44′ 01″ E / 42.1383356995015°N,2.73360935002843°E                          |                                                      |                          | Modifica les dades a Wikidata |
|        | Can Frigola          | Porqueres | masia            | Estil: arquitectura popular                             | 42° 06′ 36″ N, 2° 46′ 57″ E / 42.10987°N,2.78248°E                                           | bé integrant del patrimoni cultural català           | Can Frigola (Banyoles)   | Modifica les dades a Wikidata |
|        | Can Gallifa          | Porqueres | masia            | Estil: arquitectura popular                             | 42° 08′ 52″ N, 2° 43′ 19″ E / 42.1478547103822°N,2.72189027255223°E                          | bé cultural d'interès local                          |                          | Modifica les dades a Wikidata |
|        | Can Gelada           | Porqueres | masia            |                                                         | 42° 05′ 47″ N, 2° 42′ 42″ E / 42.0965195886667°N,2.71164213605557°E                          |                                                      |                          | Modifica les dades a Wikidata |
|        | Can Ginestar         | Porqueres | masia            | Estil: arquitectura popular 15th century                | 42° 08′ 03″ N, 2° 42′ 34″ E / 42.13411°N,2.70955°E ca:Ctra. local d'Olot a Banyoles 346 msnm | bé integrant del patrimoni cultural català           | Can Ginestar (Porqueres) | Modifica les dades a Wikidata |
|        | Can Grill            | Porqueres | masia            |                                                         | 42° 06′ 12″ N, 2° 45′ 02″ E / 42.1032753984635°N,2.75047046983016°E                          |                                                      |                          | Modifica les dades a Wikidata |
|        | Can Guardabosc       | Porqueres | masia            |                                                         | 42° 07′ 15″ N, 2° 44′ 11″ E / 42.1208062839265°N,2.73627167738439°E                          |                                                      |                          | Modifica les dades a Wikidata |
|        | Can Guardiola        | Porqueres | masia            | Estil: arquitectura popular                             | 42° 06′ 23″ N, 2° 45′ 22″ E / 42.10625°N,2.75604°E                                           | bé integrant del patrimoni cultural català           |                          | Modifica les dades a Wikidata |
|        | Can Guilana          | Porqueres | masia            | Estil: arquitectura popular                             | 42° 09′ 03″ N, 2° 45′ 32″ E / 42.150865°N,2.75899°E                                          | bé integrant del patrimoni cultural català           |                          | Modifica les dades a Wikidata |
|        | Can Jepot            | Porqueres | masia            |                                                         | 42° 08′ 47″ N, 2° 44′ 55″ E / 42.1463312543846°N,2.74861921453724°E                          |                                                      |                          | Modifica les dades a Wikidata |
|        | Can Llos             | Porqueres | masia            | Estil: arquitectura popular                             | 42° 08′ 52″ N, 2° 45′ 31″ E / 42.14779°N,2.75849°E                                           | bé integrant del patrimoni cultural català           |                          | Modifica les dades a Wikidata |
|        | Can Lluti            | Porqueres | masia            |                                                         | 42° 06′ 52″ N, 2° 44′ 20″ E / 42.1145799490429°N,2.73895870844779°E                          |                                                      |                          | Modifica les dades a Wikidata |
|        | Can Masmiquel        | Porqueres | masia            | Estil: arquitectura popular                             | 42° 08′ 58″ N, 2° 45′ 06″ E / 42.14936°N,2.7516°E                                            | bé integrant del patrimoni cultural català           |                          | Modifica les dades a Wikidata |
|        | Can Mata             | Porqueres | masia            |                                                         | 42° 06′ 25″ N, 2° 45′ 39″ E / 42.1070172724504°N,2.76089378174074°E                          |                                                      |                          | Modifica les dades a Wikidata |
|        | Can Matamala         | Porqueres | masia            |                                                         | 42° 07′ 29″ N, 2° 43′ 11″ E / 42.1245950258339°N,2.71981431991946°E                          |                                                      |                          | Modifica les dades a Wikidata |
|        | Can Matella          | Porqueres | masia            |                                                         | 42° 07′ 37″ N, 2° 44′ 42″ E / 42.1268785040414°N,2.74506650147872°E                          |                                                      |                          | Modifica les dades a Wikidata |
|        | Can Mingolina        | Porqueres | masia            |                                                         | 42° 08′ 36″ N, 2° 44′ 54″ E / 42.1433221772677°N,2.7481954493448°E                           |                                                      |                          | Modifica les dades a Wikidata |
|        | Can Montalt          | Porqueres | masia            |                                                         | 42° 07′ 03″ N, 2° 44′ 15″ E / 42.1174945697904°N,2.7374346232291°E                           |                                                      |                          | Modifica les dades a Wikidata |
|        | Can Morgat           | Porqueres | masia            |                                                         | 42° 07′ 53″ N, 2° 45′ 03″ E / 42.1313856529013°N,2.75095305058046°E                          |                                                      | Can Morgat               | Modifica les dades a Wikidata |
|        | Can Nierga           | Porqueres | masia            |                                                         | 42° 06′ 42″ N, 2° 42′ 15″ E / 42.1115682459476°N,2.70409869520285°E                          |                                                      |                          | Modifica les dades a Wikidata |
|        | Can Pau Torre        | Porqueres | masia            |                                                         | 42° 06′ 58″ N, 2° 42′ 10″ E / 42.1160142032355°N,2.70284415016144°E                          |                                                      |                          | Modifica les dades a Wikidata |
|        | Can Quelic           | Porqueres | masia            |                                                         | 42° 08′ 24″ N, 2° 45′ 18″ E / 42.1399594125315°N,2.754961280006°E                            |                                                      |                          | Modifica les dades a Wikidata |
|        | Can Ramió            | Porqueres | masia            |                                                         | 42° 08′ 47″ N, 2° 45′ 02″ E / 42.1465067590597°N,2.75062753753214°E                          |                                                      |                          | Modifica les dades a Wikidata |
|        | Can Rodeja           | Porqueres | masia            | Estil: arquitectura popular                             | 42° 07′ 57″ N, 2° 43′ 10″ E / 42.13238°N,2.71937°E                                           | bé integrant del patrimoni cultural català           |                          | Modifica les dades a Wikidata |
|        | Can Romeguera        | Porqueres | masia            |                                                         | 42° 08′ 43″ N, 2° 45′ 07″ E / 42.1452396965954°N,2.75193955551802°E                          |                                                      |                          | Modifica les dades a Wikidata |
|        | Can Rovira           | Porqueres | masia            |                                                         | 42° 06′ 20″ N, 2° 44′ 13″ E / 42.1054339512844°N,2.73702479551812°E                          |                                                      |                          | Modifica les dades a Wikidata |
|        | Can Sirges           | Porqueres | masia            |                                                         | 42° 06′ 55″ N, 2° 44′ 36″ E / 42.115175377971°N,2.74339569894779°E                           |                                                      |                          | Modifica les dades a Wikidata |
|        | Can Solanic Vell     | Porqueres | masia            |                                                         | 42° 08′ 33″ N, 2° 44′ 27″ E / 42.1426120586155°N,2.74073146990341°E                          |                                                      |                          | Modifica les dades a Wikidata |
|        | Can Soler de Merlant | Porqueres | masia            | Estil: arquitectura popular                             | 42° 08′ 58″ N, 2° 42′ 21″ E / 42.14937°N,2.7058°E                                            | bé integrant del patrimoni cultural català           |                          | Modifica les dades a Wikidata |
|        | Can Sopa             | Porqueres | masia            |                                                         | 42° 06′ 06″ N, 2° 43′ 02″ E / 42.1016491574187°N,2.71721840624833°E                          |                                                      |                          | Modifica les dades a Wikidata |
|        | Can Surroca          | Porqueres | masia            |                                                         | 42° 08′ 40″ N, 2° 45′ 26″ E / 42.1444586539737°N,2.75732804980032°E                          |                                                      |                          | Modifica les dades a Wikidata |
|        | Can Sutirà           | Porqueres | masia            |                                                         | 42° 06′ 06″ N, 2° 42′ 53″ E / 42.10161915598°N,2.7146660916911°E                             |                                                      |                          | Modifica les dades a Wikidata |
|        | Can Tista            | Porqueres | masia            |                                                         | 42° 08′ 34″ N, 2° 44′ 12″ E / 42.1428912514898°N,2.73677303428756°E                          |                                                      |                          | Modifica les dades a Wikidata |
|        | Can Tistet           | Porqueres | masia            |                                                         | 42° 08′ 28″ N, 2° 44′ 23″ E / 42.1411055591592°N,2.73966058370753°E                          |                                                      |                          | Modifica les dades a Wikidata |
|        | Can Tià de la Pipa   | Porqueres | masia            |                                                         | 42° 08′ 33″ N, 2° 45′ 14″ E / 42.1424157404193°N,2.75382634770184°E                          |                                                      |                          | Modifica les dades a Wikidata |
|        | Can Tor              | Porqueres | masia            |                                                         | 42° 06′ 22″ N, 2° 45′ 21″ E / 42.1061963063567°N,2.75596217002266°E                          |                                                      |                          | Modifica les dades a Wikidata |
|        | Can Torre            | Porqueres | masia            |                                                         | 42° 07′ 27″ N, 2° 44′ 46″ E / 42.1241071131449°N,2.74623904405976°E                          |                                                      |                          | Modifica les dades a Wikidata |
|        | Can Torrentmal       | Porqueres | masia            |                                                         | 42° 07′ 42″ N, 2° 44′ 16″ E / 42.1284021252995°N,2.7377525564418°E                           |                                                      |                          | Modifica les dades a Wikidata |
|        | Can Traver           | Porqueres | masia            | Estil: arquitectura gòtica arquitectura del Renaixement | 42° 09′ 01″ N, 2° 45′ 30″ E / 42.15038°N,2.758252°E                                          | bé d'interès cultural bé cultural d'interès nacional |                          | Modifica les dades a Wikidata |
|        | Can Traver Nou       | Porqueres | masia            |                                                         | 42° 09′ 19″ N, 2° 45′ 57″ E / 42.1551936989452°N,2.76569944126569°E                          |                                                      |                          | Modifica les dades a Wikidata |
|        | Can Vila             | Porqueres | masia            |                                                         | 42° 08′ 45″ N, 2° 45′ 41″ E / 42.1457188397972°N,2.76128071048008°E                          |                                                      |                          | Modifica les dades a Wikidata |
|        | Can Vila de Pujarnol | Porqueres | masia            | Estil: arquitectura popular                             | 42° 06′ 11″ N, 2° 42′ 31″ E / 42.102987°N,2.708508°E                                         | bé integrant del patrimoni cultural català           |                          | Modifica les dades a Wikidata |
|        | Can Vilaplana        | Porqueres | masia            |                                                         | 42° 05′ 31″ N, 2° 45′ 00″ E / 42.0920793028019°N,2.75000648727449°E                          |                                                      |                          | Modifica les dades a Wikidata |
|        | Can Vinyaplana       | Porqueres | masia            |                                                         | 42° 07′ 21″ N, 2° 44′ 11″ E / 42.1225086288616°N,2.73632510759317°E                          |                                                      |                          | Modifica les dades a Wikidata |
|        | Can Vinyes           | Porqueres | masia            |                                                         | 42° 06′ 11″ N, 2° 41′ 33″ E / 42.1031620839853°N,2.6926361419115°E                           |                                                      |                          | Modifica les dades a Wikidata |
|        | Can Xic Cabanyes     | Porqueres | masia            |                                                         | 42° 06′ 24″ N, 2° 44′ 53″ E / 42.10678258857°N,2.74802563061868°E                            |                                                      |                          | Modifica les dades a Wikidata |
|        | Can Xirgues          | Porqueres | masia            |                                                         | 42° 06′ 54″ N, 2° 44′ 43″ E / 42.1149541538083°N,2.74516268158635°E                          |                                                      |                          | Modifica les dades a Wikidata |
|        | Mas Artigues         | Porqueres | masia            |                                                         | 42° 07′ 31″ N, 2° 44′ 56″ E / 42.1251937081238°N,2.74888426986301°E                          |                                                      |                          | Modifica les dades a Wikidata |
|        | Mas Costa            | Porqueres | masia            | Estil: arquitectura popular                             | 42° 06′ 25″ N, 2° 47′ 02″ E / 42.10694°N,2.78389°E                                           | bé integrant del patrimoni cultural català           | Mas Costa (Porqueres)    | Modifica les dades a Wikidata |
|        | Mas Grill            | Porqueres | masia            |                                                         | 42° 05′ 30″ N, 2° 43′ 42″ E / 42.0915347278239°N,2.7283517514365°E                           |                                                      |                          | Modifica les dades a Wikidata |
|        | Mas Nou              | Porqueres | masia            |                                                         | 42° 06′ 28″ N, 2° 46′ 55″ E / 42.1078065439988°N,2.78183961902174°E                          |                                                      |                          | Modifica les dades a Wikidata |
|        | Torre de Pujarnol    | Porqueres | masia casa forta | Estil: arquitectura popular                             | 42° 06′ 07″ N, 2° 42′ 28″ E / 42.101944°N,2.707778°E                                         | bé d'interès cultural bé cultural d'interès nacional | Torre de Pujarnol        | Modifica les dades a Wikidata |
|        | Torre del Calç       | Porqueres | masia casa forta | 12nd century                                            | 42° 06′ 00″ N, 2° 43′ 39″ E / 42.1°N,2.7275°E ca:Serra de Sant Patllarí 276 msnm             | bé d'interès cultural bé cultural d'interès nacional | Torre del Calç           | Modifica les dades a Wikidata |
|        | el Casal             | Porqueres | masia            |                                                         | 42° 08′ 49″ N, 2° 45′ 10″ E / 42.1468535319166°N,2.75271992296381°E                          |                                                      |                          | Modifica les dades a Wikidata |
|        | el Frigolet          | Porqueres | masia            |                                                         | 42° 07′ 16″ N, 2° 44′ 34″ E / 42.1210731284413°N,2.74273072758456°E                          |                                                      |                          | Modifica les dades a Wikidata |
|        | el Mas               | Porqueres | masia            |                                                         | 42° 07′ 04″ N, 2° 43′ 59″ E / 42.1178716843092°N,2.73302973575931°E                          |                                                      |                          | Modifica les dades a Wikidata |
|        | el Pou               | Porqueres | masia            |                                                         | 42° 08′ 50″ N, 2° 43′ 28″ E / 42.1470862691983°N,2.72442308394103°E                          |                                                      |                          | Modifica les dades a Wikidata |
|        | el Puig              | Porqueres | masia            |                                                         | 42° 06′ 30″ N, 2° 42′ 48″ E / 42.1083493760163°N,2.71334234034768°E                          |                                                      |                          | Modifica les dades a Wikidata |
|        | l'Arn                | Porqueres | masia            |                                                         | 42° 07′ 31″ N, 2° 41′ 53″ E / 42.1252422158762°N,2.6980100401714°E                           |                                                      |                          | Modifica les dades a Wikidata |
|        | la Cadena            | Porqueres | masia            |                                                         | 42° 06′ 04″ N, 2° 42′ 41″ E / 42.1010940481484°N,2.71130697001759°E                          |                                                      |                          | Modifica les dades a Wikidata |
|        | la Canova            | Porqueres | masia            |                                                         | 42° 06′ 42″ N, 2° 44′ 17″ E / 42.111561015218°N,2.73818486493184°E                           |                                                      |                          | Modifica les dades a Wikidata |
|        | la Mata              | Porqueres | masia            |                                                         | 42° 06′ 01″ N, 2° 41′ 43″ E / 42.1002693501824°N,2.69539538496622°E                          |                                                      |                          | Modifica les dades a Wikidata |
|        | les Comes            | Porqueres | masia            |                                                         | 42° 06′ 34″ N, 2° 42′ 58″ E / 42.1095542605817°N,2.71616725381885°E                          |                                                      |                          | Modifica les dades a Wikidata |
|        | les Oliveres         | Porqueres | masia            | Estil: arquitectura popular                             | 42° 06′ 11″ N, 2° 42′ 31″ E / 42.10295°N,2.70857°E                                           | bé integrant del patrimoni cultural català           |                          | Modifica les dades a Wikidata |

## molí d'aigua
| imatge | Nom              | Ubicat a  | instància de | Detalls                     | coordenades                                                         | Protecció                                  | Commons (més fotos) | Dades a WD                    |
| ------ | ---------------- | --------- | ------------ | --------------------------- | ------------------------------------------------------------------- | ------------------------------------------ | ------------------- | ----------------------------- |
|        | Molí d'en Sutirà | Porqueres | molí d'aigua | Estil: arquitectura popular | ca:Can Sutirà                                                       | bé integrant del patrimoni cultural català |                     | Modifica les dades a Wikidata |
|        | el Molí          | Porqueres | molí d'aigua |                             | 42° 05′ 53″ N, 2° 43′ 02″ E / 42.0981908188228°N,2.71728214477633°E |                                            |                     | Modifica les dades a Wikidata |

## muntanya
| imatge | Nom                 | Ubicat a  | instància de | Detalls | coordenades                                                                  | Protecció | Commons (més fotos) | Dades a WD                    |
| ------ | ------------------- | --------- | ------------ | ------- | ---------------------------------------------------------------------------- | --------- | ------------------- | ----------------------------- |
|        | Puig Clarà          | Porqueres | muntanya     |         | 42° 07′ 58″ N, 2° 44′ 18″ E / 42.132836°N,2.738329°E 315 msnm                |           | Puig Clarà          | Modifica les dades a Wikidata |
|        | Puig de les Gitanes | Porqueres | muntanya     |         | 42° 08′ 12″ N, 2° 43′ 46″ E / 42.13665833°N,2.72930833°E 378 msnm            |           | Puig de les Gitanes | Modifica les dades a Wikidata |
|        | Sant Patllari       | Porqueres | muntanya     |         | 42° 06′ 43″ N, 2° 42′ 42″ E / 42.1120830253°N,2.71172885085°E 645.9 646 msnm |           | Sant Patllari       | Modifica les dades a Wikidata |
|        | Turó d'en Castellar | Porqueres | muntanya     |         | 42° 08′ 09″ N, 2° 44′ 03″ E / 42.13573722°N,2.73407444°E 329 msnm            |           |                     | Modifica les dades a Wikidata |
|        | Turó de Ca n'Ordis  | Porqueres | muntanya     |         | 42° 08′ 17″ N, 2° 44′ 20″ E / 42.13804444°N,2.73898889°E 271.6 msnm          |           |                     | Modifica les dades a Wikidata |
|        | Turó del Castell    | Porqueres | muntanya     |         | 42° 07′ 53″ N, 2° 43′ 47″ E / 42.13148889°N,2.72965833°E 277.9 msnm          |           |                     | Modifica les dades a Wikidata |

## nucli d'entitat singular de població
| imatge | Nom             | Ubicat a           | instància de                         | Detalls | coordenades                                                                | Protecció | Commons (més fotos) | Dades a WD                    |
| ------ | --------------- | ------------------ | ------------------------------------ | ------- | -------------------------------------------------------------------------- | --------- | ------------------- | ----------------------------- |
|        | Caselles Davall | Porqueres          | nucli d'entitat singular de població | 147 hab | 42° 08′ 42″ N, 2° 43′ 53″ E / 42.144890193201°N,2.7314147946044°E 283 msnm |           |                     | Modifica les dades a Wikidata |
|        | Puigsurís       | Porqueres Pujarnol | nucli d'entitat singular de població | 62 hab  | 42° 06′ 06″ N, 2° 43′ 54″ E / 42.101660007027°N,2.7315973186599°E 310 msnm |           |                     | Modifica les dades a Wikidata |
|        | Silet           | Mata Porqueres     | nucli d'entitat singular de població | 11 hab  | 42° 07′ 23″ N, 2° 42′ 45″ E / 42.12298536°N,2.71243056°E 297 msnm          |           |                     | Modifica les dades a Wikidata |

## nucli de població
| imatge | Nom                    | Ubicat a            | instància de                                           | Detalls | coordenades                                                        | Protecció | Commons (més fotos) | Dades a WD                    |
| ------ | ---------------------- | ------------------- | ------------------------------------------------------ | ------- | ------------------------------------------------------------------ | --------- | ------------------- | ----------------------------- |
|        | Cal Germà              | Porqueres           | nucli de població nucli d'entitat singular de població | 23 hab  | 42° 07′ 06″ N, 2° 44′ 30″ E / 42.118328°N,2.741674°E 185 msnm      |           |                     | Modifica les dades a Wikidata |
|        | Descalç                | Porqueres           | nucli de població ens local històric de Catalunya      |         | 42° 05′ 59″ N, 2° 43′ 39″ E / 42.09973°N,2.72753°E                 |           |                     | Modifica les dades a Wikidata |
|        | Merlant                | Porqueres           | nucli de població ens local històric de Catalunya      |         | 42° 08′ 45″ N, 2° 42′ 43″ E / 42.145743855596°N,2.7120475842559°E  |           |                     | Modifica les dades a Wikidata |
|        | el Prat Roig           | Miànigues Porqueres | nucli de població nucli d'entitat singular de població | 39 hab  | 42° 06′ 23″ N, 2° 45′ 00″ E / 42.10642893°N,2.75010846°E 181 msnm  |           |                     | Modifica les dades a Wikidata |
|        | el Pratdalles          | Miànigues Porqueres | nucli de població nucli d'entitat singular de població | 59 hab  | 42° 06′ 14″ N, 2° 44′ 48″ E / 42.10382766°N,2.74670798°E 187 msnm  |           |                     | Modifica les dades a Wikidata |
|        | la Perpinyana          | Miànigues Porqueres | nucli de població nucli d'entitat singular de població | 25 hab  | 42° 06′ 07″ N, 2° 44′ 47″ E / 42.10194037°N,2.746309115°E 192 msnm |           |                     | Modifica les dades a Wikidata |
|        | la Pujada de Miànigues | Miànigues Porqueres | nucli de població nucli d'entitat singular de població | 37 hab  | 42° 06′ 15″ N, 2° 45′ 16″ E / 42.10424966°N,2.75444683°E           |           |                     | Modifica les dades a Wikidata |

## serra
| imatge | Nom                    | Ubicat a                           | instància de | Detalls | coordenades                                                   | Protecció | Commons (més fotos) | Dades a WD                    |
| ------ | ---------------------- | ---------------------------------- | ------------ | ------- | ------------------------------------------------------------- | --------- | ------------------- | ----------------------------- |
|        | Rocamirall             | Canet d'Adri Porqueres             | serra        |         | 42° 05′ 21″ N, 2° 43′ 14″ E / 42.0893°N,2.72065°E 595.2 msnm  |           |                     | Modifica les dades a Wikidata |
|        | serra de Can Ginestar  | Porqueres Sant Miquel de Campmajor | serra        |         | 42° 08′ 42″ N, 2° 42′ 05″ E / 42.14498611°N,2.70132972°E      |           |                     | Modifica les dades a Wikidata |
|        | serra de Pujarnol      | Canet d'Adri Porqueres             | serra        |         | 42° 05′ 41″ N, 2° 42′ 09″ E / 42.0947°N,2.70244°E 627.8 msnm  |           |                     | Modifica les dades a Wikidata |
|        | serra de Sant Patllari | Porqueres                          | serra        |         | 42° 06′ 36″ N, 2° 43′ 23″ E / 42.11°N,2.72312°E               |           |                     | Modifica les dades a Wikidata |
|        | serrat de l'Arn        | Porqueres Sant Miquel de Campmajor | serra        |         | 42° 07′ 07″ N, 2° 42′ 23″ E / 42.11863167°N,2.7063°E 640 msnm |           |                     | Modifica les dades a Wikidata |

## teuleria
| imatge | Nom                    | Ubicat a  | instància de | Detalls                     | coordenades                      | Protecció                                  | Commons (més fotos) | Dades a WD                    |
| ------ | ---------------------- | --------- | ------------ | --------------------------- | -------------------------------- | ------------------------------------------ | ------------------- | ----------------------------- |
|        | Rajoleria Caselles     | Porqueres | teuleria     | Estil: arquitectura popular | ca:Urbanització Caselles d'Avall | bé integrant del patrimoni cultural català |                     | Modifica les dades a Wikidata |
|        | Rajoleria de Can Vilar | Porqueres | teuleria     | Estil: arquitectura popular | ca:Pujarnol                      | bé integrant del patrimoni cultural català |                     | Modifica les dades a Wikidata |

## zona humida
| imatge | Nom            | Ubicat a              | instància de | Detalls            | coordenades                                      | Protecció | Commons (més fotos) | Dades a WD                    |
| ------ | -------------- | --------------------- | ------------ | ------------------ | ------------------------------------------------ | --------- | ------------------- | ----------------------------- |
|        | Clot d'Espolla | Fontcoberta Porqueres | zona humida  | Superfície: 4.85ha | 42° 09′ 04″ N, 2° 46′ 03″ E / 42.1511°N,2.7674°E |           | Clot d'Espolla      | Modifica les dades a Wikidata |
|        | L'Estanyell    | Camós Porqueres       | zona humida  | Superfície: 1.56ha | 42° 06′ 03″ N, 2° 44′ 58″ E / 42.1007°N,2.7494°E |           |                     | Modifica les dades a Wikidata |

## Misc
| imatge | Nom                                                               | Ubicat a                                                  | instància de                | Detalls                                               | coordenades | Protecció                                            | Commons (més fotos)     | Dades a WD                    |
| ------ | ----------------------------------------------------------------- | --------------------------------------------------------- | --------------------------- | ----------------------------------------------------- | --- | ---------------------------------------------------- | ----------------------- | ----------------------------- |
|        | Camp d'aviació de Martís                                          | Porqueres Esponellà Serinyà                               | aeròdrom                    |                                                       | 42° 09′ 13″ N, 2° 45′ 49″ E / 42.153586°N,2.763553°E                                                              |                                                      |                         | Modifica les dades a Wikidata |
|        | Creu de terme de Pujarnol                                         | Porqueres                                                 | creu de terme               | Estil: arquitectura popular                           | | bé integrant del patrimoni cultural català           |                         | Modifica les dades a Wikidata |
|        | Delimitació de l'entorn de protecció de l'església de Santa Maria | Porqueres                                                 | monument                    |                                                       | 42° 07′ 19″ N, 2° 44′ 55″ E / 42.121806°N,2.748611°E                                                              | bé d'interès cultural                                |                         | Modifica les dades a Wikidata |
|        | Fréixere d'en Betlem                                              | Porqueres                                                 | arbre singular              | Taxon: freixe de fulla petita (Fraxinus angustifolia) | 42° 09′ 01″ N, 2° 45′ 42″ E / 42.150304°N,2.761687°E                                                              |                                                      |                         | Modifica les dades a Wikidata |
|        | Granges d'en Gimeno                                               | Porqueres                                                 | granja                      |                                                       | 42° 07′ 09″ N, 2° 42′ 46″ E / 42.1191740413441°N,2.71289434720053°E                                               |                                                      |                         | Modifica les dades a Wikidata |
|        | Mas Castell                                                       | Porqueres                                                 | castell jaciment necròpolis | Estil: art romànic arquitectura barroca               | 42° 07′ 20″ N, 2° 44′ 53″ E / 42.122222°N,2.748056°E 181 msnm                                                     | bé d'interès cultural bé cultural d'interès nacional | Castell de Porqueres    | Modifica les dades a Wikidata |
|        | Pont de Rodeja                                                    | Porqueres                                                 | pont                        |                                                       | 42° 07′ 47″ N, 2° 43′ 07″ E / 42.129662407795°N,2.71848526473724°E                                                |                                                      |                         | Modifica les dades a Wikidata |
|        | Sant Pallari                                                      | Porqueres                                                 | vèrtex geodèsic             | Alt: 1.2m                                             | 42° 06′ 44″ N, 2° 42′ 42″ E / 42.112126°N,2.711752°E 646.654 msnm                                                 |                                                      |                         | Modifica les dades a Wikidata |
|        | Sector industrial del Terri                                       | Porqueres                                                 | polígon industrial          |                                                       | 42° 06′ 17″ N, 2° 47′ 16″ E / 42.1048003213367°N,2.78767951400388°E                                               |                                                      |                         | Modifica les dades a Wikidata |
|        | Terri                                                             | Banyoles Porqueres Cornellà del Terri Sant Julià de Ramis | curs d'aigua                | Desemboca: Ter                                        | 42° 06′ 50″ N, 2° 46′ 48″ E / 42.113864°N,2.780137°E 42° 02′ 28″ N, 2° 51′ 46″ E / 42.041192°N,2.862761°E 62 msnm |                                                      | Terri River             | Modifica les dades a Wikidata |
|        | casa consistorial de Porqueres                                    | Porqueres                                                 | casa consistorial           | Estil: arquitectura popular                           | 42° 06′ 10″ N, 2° 47′ 23″ E / 42.10281°N,2.78971°E ca:Carrer de Rubió i Ors, 1-7, Mata 120 msnm                   | bé integrant del patrimoni cultural català           | Ajuntament de Porqueres | Modifica les dades a Wikidata |
|        | collet de Guixeres                                                | Sant Miquel de Campmajor Porqueres Serinyà                | collada                     |                                                       | 42° 09′ 15″ N, 2° 42′ 04″ E / 42.154166666667°N,2.7011111111111°E                                                 |                                                      |                         | Modifica les dades a Wikidata |
|        | dolmen de les Closes                                              | Porqueres                                                 | dolmen                      |                                                       | 42° 05′ 54″ N, 2° 43′ 56″ E / 42.098456°N,2.732283°E 257 msnm                                                     | bé integrant del patrimoni cultural català           | Dolmen de les Closes    | Modifica les dades a Wikidata |
|        | les Estunes                                                       | Porqueres                                                 | cova                        |                                                       | 42° 06′ 44″ N, 2° 44′ 45″ E / 42.1121277537013°N,2.74589976196688°E                                               |                                                      |                         | Modifica les dades a Wikidata |